# Pål Brunnström
Pål Wilhelm Brunnström, född 12 april 1974 i Kungsholms församling i Stockholm, är en svensk historiker och politiker för Vänsterpartiet.

## Biografi
Pål Brunnström föddes 1974 i Kungsholms församling i Stockholm. Brunnström blev aktiv som politiker 1994 och är medlem i Vänsterpartiet. Brunnström studerade från 2006 till 2014 vid Lunds universitet och avlade doktorsexamen i historia. Han arbetar sedan oktober 2015 på Malmö universitet, sedan 2023 som lektor.
Brunnström satt under perioden 2014–2024 i Vänsterpartiets partistyrelse.